# Pardalotidae
Pardalotidae é uma família de aves à ordem Passeriformes. É endêmica da Austrália. Apresenta um único gênero, o Pardalotus. São aves pequenas, de aspecto colorido. AS suas caudas são curtas e as pernas possuem uma constituição forte. 
Estas aves passam muito do seu tempo na folhagem exterior das árvores, alimentando-se de insectos, aranhas e, acima de tudo, de insetos que sugam o fluido xilêmico das plantas. É importante o seu papel no controlo de pragas e infestações destes insectos em eucaliptos.
Vivem geralmente em pares ou em pequenos grupos familiares. Podem se agrupar em bandos, depois da época de reprodução. Todas as quatro espécies nidificam em túneis ou em árvores ocas.

## Espécies
- Pardalotus punctatus (Shaw, 1792)
- Pardalotus quadragintus Gould, 1838
- Pardalotus rubricatus Gould, 1838
- Pardalotus striatus (Gmelin, 1789)